# L'oro del Reno (film)
L'oro del Reno è un film del 2025 diretto da Lorenzo Pullega al suo debutto alla regia.
Il film è stato presentato in concorso all'International Film Festival Rotterdam del 2025  e ha vinto il premio Miglior Regia nel concorso "Per il Cinema Italiano" al Bifest 2025. 

## Trama
Nel 1985 sulle acque del fiume Reno, in Emilia-Romagna, viene avvistata una barca vichinga. Si tratta di un gruppo di melomani giapponesi appassionati di Wagner, che, convinti di aver raggiunto il Reno tedesco cantato nel Das Rheingold, sono finiti invece sull'omonimo fiume italiano. Così ha inizio L' oro del Reno, la storia delle storie che si svolgono intorno al fiume. Il compito di viaggiare e testimoniare i racconti ambientati tra presente e passato lungo le sue sponde, spetta a un regista, che, incaricato da uno strambo circolo locale di realizzare un documentario, si mette in viaggio dalla sorgente alla foce, raccogliendo appunti e impressioni. Tra fantasmi del passato, antiche stazioni termali, gruppi di perdigiorno abbronzatissimi, spose che inseguono il loro destino nella pianura alluvionata a bordo di un letto galleggiante, a poco a poco il viaggio del regista intorno al fiume della sua infanzia diventa un cammino onirico ben più vasto attraverso i racconti degli uomini, dove perdersi potrebbe significare ritrovarsi.

## Produzione
Il film, scritto e diretto dallo stesso Pullega con la collaborazione nella stesura della sceneggiatura di Federico Montevecchi e Roberto Romagnoli, è stato prodotto da  Mompracem e Rheingold Film, con la collaborazione di Rai Cinema e con il sostegno dell'Emilia-Romagna Film Commission e del MIC.
Le riprese si sono tenute tra il mese di ottobre e novembre 2023 lungo il corso del fiume italiano Reno, con scene girate a Porretta Terme, Vergato, Casalecchio di Reno, Bologna, Comacchio, Riccione.

## Distribuzione
Il film è stato presentato in anteprima mondiale in concorso all'International Film Festival Rotterdam del 2025.
L'oro del Reno verrà distribuito in sala da Europictures il 3 luglio 2025.

## Colonna Sonora
Un brano per la colonna sonora è stato eseguito dalle Verdi Note dell'Antoniano.

## Accoglienza
Il film è stato accolto con recensioni perlopiù favorevoli da parte della critica cinematografica.

## Riconoscimenti
- 2025 – Bari International Film Festival[10]
  - premio Miglior Regia, concorso Per il Cinema Italiano
- 2025 – International Film Festival Rotterdam[11]
  - In concorso per il Big Screen Award